# 京都市会
京都市会（きょうとしかい）は、京都府の府庁所在地である京都市の議会。
1889年（明治22年）の市制施行に伴って議決機関として京都市会を設置した経緯から、地方自治法改正により市会を「市議会」と改称した後も市会と称している（大阪市、横浜市、名古屋市、神戸市も同様）。

## 概要
- 定数：67人
- 任期：4年
- 選挙区：各行政区を選挙区とする中選挙区制（単記非移譲式）
- 議長：西村義直（自由民主党京都市会議員団）
- 副議長：平山よしかず（公明党京都市会議員団）

## 歴史
京都は7期28年に渡って京都府知事の蜷川虎三による革新府政が続いていたことなどから、日本共産党の牙城で、市会においても自由民主党に次ぐ勢力を有している。これは立命館大学などの伝統ある進歩革新の大学が多いことや反東京・反権力的な京都人気質が背景にある。
2000年代には民主党の躍進により、日本共産党は党勢が衰退していたが、2015年の市会議員選挙では民主党を抜き、第一党の自由民主党に3議席まで迫る第二党に躍進した。
2023年の市会議員選挙では日本維新の会が躍進し、さらに選挙後には京都党および国民民主党と統一会派を結成。自民党に次ぐ18議席を有する第二会派となり、共産党は再び第三会派に転落した。

## 施設
市会は京都市役所の本庁舎2階にある。1927年に市役所とともに建設され、政令指定都市の議場で最も古い。

## 会派
会派は、自由民主党、維新・京都・国民、共産党、公明党、民主・市民フォーラムの5会派である。
| 会派名                             | 議員数 | 所属党派                            | 女性議員数 | 女性議員の比率(%) |
| ---------------------------------- | ------ | ----------------------------------- | ---------- | ----------------- |
| 自由民主党京都市会議員団           | 19     | 自由民主党                          | 1          | 5.3               |
| 維新・京都・国民市会議員団         | 17     | 京都維新の会9・京都党5・国民民主党3 | 5          | 29.4              |
| 日本共産党京都市会議員団           | 14     | 日本共産党                          | 8          | 57.1              |
| 公明党京都市会議員団               | 11     | 公明党                              | 3          | 27.3              |
| 民主・市民フォーラム京都市会議員団 | 2      | 無所属                              | 0          | 0                 |
| 無所属                             | 4      | 立憲民主党1・無所属                 | 1          | 25                |
| 計                                 | 67     |                                     | 18         | 26.87             |

2024年7月8日現在。

## 選挙区・定数・有権者数
京都市会の選挙制度は、各行政区を選挙区とする中選挙区制（単記非移譲式）である。
| 選挙区 | 定数 | 有権者数  |
| ------ | ---- | --------- |
| 北区   | 6    | 91,928    |
| 上京区 | 4    | 63,439    |
| 左京区 | 8    | 125,385   |
| 中京区 | 5    | 89,023    |
| 東山区 | 2    | 29,571    |
| 山科区 | 6    | 110,690   |
| 下京区 | 4    | 64,711    |
| 南区   | 5    | 81,389    |
| 右京区 | 9    | 162,321   |
| 西京区 | 6    | 123,385   |
| 伏見区 | 12   | 226,662   |
| 計     | 67   | 1,168,349 |

1票の格差は1.39倍である。
※2021/3/1現在

## 議員報酬と諸手当
| 役職   | 報酬             | 期末手当             | 政務活動費(個人) | 支給額                |
| ------ | ---------------- | -------------------- | ---------------- | --------------------- |
| 議長   | 月額 112万円以下 | 年間 544万400円以下  | 月額 40万円      | 年間 2368万400円以下  |
| 副議長 | 月額 103万円以下 | 年間 500万3225円以下 | 月額 40万円      | 年間 2216万3225円以下 |
| 議員   | 月額 96万円以下  | 年間 466万3200円以下 | 月額 40万円      | 年間 2098万3200円以下 |

その他の手当て
この他にも市会では、議員個人に渡す政務活動費とは別に会派政務活動費として、会派に対して所属議員一名につき月額14万円を支給している。

## 出身者

### 現職
- 井上よしひろ（右京区選出）
- 江村理紗（右京区選出）
- 大津裕太（中京区選出)
- さくらい泰広（左京区選出）
- 繁隆夫（伏見区選出）
- しまもと京司（南区選出）
- 下村あきら（下京区選出）
- 田中明秀（西京区選出）
- 田中たかのり（右京区選出）
- 谷口みゆき（北区選出）
- 津田大三（中京区選出）
- 寺田一博（上京区選出）
- 富きくお（山科区選出）
- 西村義直（西京区選出）
- 橋村芳和（伏見区選出）
- 平山たかお（東山区選出）
- みちはた弘之（伏見区選出）
- 椋田隆知（南区選出）
- 森かれん（上京区選出）
- 森田守（右京区選出）
- 山本恵一（北区選出）
- 山本しゅうじ（山科区選出）

### 国会議員（現職）
- 竹内譲（衆議院議員）
- 倉林明子（参議院議員）
- 吉井章（参議院議員）

### 国会議員（元職）
- 中村栄助（衆議院議員）
- 小川半次（衆議院議員、参議院議員）
- 田中伊三次（法務大臣、衆議院議員）
- 永末英一（衆議院議員、民社党委員長）
- 藤原ひろ子（衆議院議員）
- 奥田幹生（文部大臣、衆議院議員）
- 奥山茂彦（衆議院議員）
- 二之湯智（参議院議員）
- 穀田恵二（衆議院議員）
- 田中英之（衆議院議員）

### 前職・元職
- 村山祥栄（地域政党京都党前代表、大正大学客員教授）
- 小山田春樹(元日本テレビアナウンサー)

## 歴代議長
特記なき場合「歴代議長」による。
| 代 | 氏名         | 就任             | 退任             | 備考 |
| -- | ------------ | ---------------- | ---------------- | ---- |
| 1  | 中村栄助     | 明治22年6月14日  | 明治23年11月5日  |      |
| 2  | 西村七三郎   | 明治23年11月5日  | 明治25年1月14日  |      |
| 3  | 中村栄助     | 明治25年1月14日  | 明治27年4月27日  |      |
| 4  | 雨森菊太郎   | 明治27年4月27日  | 明治38年1月16日  |      |
| 5  | 堀田康人     | 明治38年1月16日  | 明治41年1月27日  |      |
| 6  | 片山正中     | 明治41年1月27日  | 明治42年1月16日  |      |
| 7  | 渡辺昭       | 明治42年1月16日  | 明治43年1月18日  |      |
| 8  | 西村治兵衛   | 明治43年1月18日  | 明治43年4月14日  |      |
| 9  | 堀田康人     | 明治43年4月27日  | 明治43年10月18日 |      |
| 10 | 柴田弥兵衛   | 明治44年1月16日  | 大正2年4月14日   |      |
| 11 | 柴田弥兵衛   | 大正2年4月28日   | 大正6年4月14日   |      |
| 12 | 浅川平三郎   | 大正6年6月4日    | 大正6年12月27日  |      |
| 13 | 三幣保       | 大正7年1月15日   | 大正7年3月17日   |      |
| 14 | 柴田弥兵衛   | 大正7年5月1日    | 大正10年5月20日  |      |
| 15 | 川上清       | 大正10年6月7日   | 大正14年2月23日  |      |
| 16 | 森田茂       | 大正14年3月2日   | 大正14年5月20日  |      |
| 17 | 浅山富之助   | 大正14年6月6日   | 昭和4年5月20日   |      |
| 18 | 森田茂       | 昭和4年6月6日    | 昭和6年12月21日  |      |
| 19 | 浅山富之助   | 昭和7年8月1日    | 昭和8年5月21日   |      |
| 20 | 石田吉左衛門 | 昭和8年6月1日    | 昭和12年5月20日  |      |
| 21 | 田中和一郎   | 昭和12年6月4日   | 昭和15年8月20日  |      |
| 22 | 西村力       | 昭和15年9月13日  | 昭和16年12月27日 |      |
| 23 | 安田耕之助   | 昭和17年1月13日  | 昭和17年5月20日  |      |
| 24 | 安田耕之助   | 昭和17年6月22日  | 昭和19年11月7日  |      |
| 25 | 浦田芳朗     | 昭和19年11月26日 | 昭和21年12月6日  |      |
| 26 | 冨森吉次郎   | 昭和21年12月9日  | 昭和22年4月21日  |      |
| 27 | 冨森吉次郎   | 昭和22年5月27日  | 昭和23年6月3日   |      |
| 28 | 内藤清次郎   | 昭和23年6月9日   | 昭和24年6月23日  |      |
| 29 | 出石武三     | 昭和24年6月23日  | 昭和26年4月29日  |      |
| 30 | 竹内忠治     | 昭和26年5月21日  | 昭和29年3月1日   |      |
| 31 | 石田芳之助   | 昭和29年3月1日   | 昭和30年4月29日  |      |
| 32 | 室谷喜作     | 昭和30年5月20日  | 昭和32年8月17日  |      |
| 33 | 山川常七     | 昭和32年8月17日  | 昭和33年12月23日 |      |
| 34 | 高田新吉     | 昭和33年12月23日 | 昭和34年4月29日  |      |
| 35 | 高田新吉     | 昭和34年5月22日  | 昭和35年6月15日  |      |
| 36 | 中村長三郎   | 昭和35年6月15日  | 昭和36年8月14日  |      |
| 37 | 内藤政一     | 昭和36年8月14日  | 昭和37年8月22日  |      |
| 38 | 富森菊一     | 昭和37年8月22日  | 昭和38年4月29日  |      |
| 39 | 藤井英一     | 昭和38年5月14日  | 昭和39年6月17日  |      |
| 40 | 北尾半兵衛   | 昭和39年6月17日  | 昭和40年7月12日  |      |
| 41 | 西野富蔵     | 昭和40年7月12日  | 昭和42年4月29日  |      |
| 42 | 川井正雄     | 昭和42年5月20日  | 昭和43年7月24日  |      |
| 43 | 木俣秋水     | 昭和43年7月24日  | 昭和44年7月28日  |      |
| 44 | 青木貞雄     | 昭和44年7月28日  | 昭和45年8月28日  |      |
| 45 | 岡本伝次郎   | 昭和45年8月28日  | 昭和46年4月29日  |      |
| 46 | 江羅寿夫     | 昭和46年7月12日  | 昭和47年9月16日  |      |
| 47 | 石上忠太郎   | 昭和47年9月16日  | 昭和48年9月21日  |      |
| 48 | 福島滋弥     | 昭和48年9月21日  | 昭和50年4月29日  |      |
| 49 | 加藤つる     | 昭和50年5月31日  | 昭和51年7月3日   |      |
| 50 | 岩野正雄     | 昭和51年7月3日   | 昭和52年7月29日  |      |
| 51 | 高田保雄     | 昭和52年7月29日  | 昭和53年8月29日  |      |
| 52 | 奥田幹生     | 昭和53年8月29日  | 昭和54年3月27日  |      |
| 53 | 木下弥一郎   | 昭和54年6月4日   | 昭和55年7月8日   |      |
| 54 | 津田幹雄     | 昭和55年7月8日   | 昭和56年7月25日  |      |
| 55 | 林長禎       | 昭和56年7月25日  | 昭和58年4月29日  |      |
| 56 | 青木善男     | 昭和58年5月25日  | 昭和59年5月31日  |      |
| 57 | 西脇尚一     | 昭和59年5月31日  | 昭和60年6月5日   |      |
| 58 | 前田佐一     | 昭和60年6月5日   | 昭和61年6月5日   |      |
| 59 | 奥山茂彦     | 昭和61年6月5日   | 昭和62年4月29日  |      |
| 60 | 北川明       | 昭和62年5月27日  | 昭和63年6月7日   |      |
| 61 | 中村安良     | 昭和63年6月7日   | 平成元年6月23日  |      |
| 62 | 椋田知雄     | 平成元年6月23日  | 平成2年6月5日    |      |
| 63 | 国枝克一郎   | 平成2年6月5日    | 平成3年4月29日   |      |
| 64 | 髙橋泰一朗   | 平成3年5月22日   | 平成4年9月9日    |      |
| 65 | 川中増次郎   | 平成4年9月9日    | 平成5年12月17日  |      |
| 66 | 井上与一郎   | 平成5年12月17日  | 平成7年4月29日   |      |
| 67 | 田中のぼる   | 平成7年5月22日   | 平成8年11月5日   |      |
| 68 | 中野竜三     | 平成8年11月15日  | 平成11年4月29日  |      |
| 69 | 二之湯智     | 平成11年5月24日  | 平成13年5月29日  |      |
| 70 | 磯辺とし子   | 平成13年5月29日  | 平成15年4月29日  |      |
| 71 | 田中セツ子   | 平成15年5月19日  | 平成17年5月31日  |      |
| 72 | 巻野渡       | 平成17年5月31日  | 平成19年4月29日  |      |
| 73 | 内海貴夫     | 平成19年5月17日  | 平成20年5月16日  |      |
| 74 | 富きくお     | 平成20年5月16日  | 平成21年5月19日  |      |
| 75 | 繁隆夫       | 平成21年5月19日  | 平成22年5月18日  |      |
| 76 | 加藤盛司     | 平成22年5月18日  | 平成23年4月29日  |      |
| 77 | 小林正明     | 平成23年5月18日  | 平成23年8月2日   |      |
| 78 | 井上与一郎   | 平成23年8月2日   | 平成24年5月16日  |      |
| 79 | 大西均       | 平成24年5月16日  | 平成25年5月16日  |      |
| 80 | 橋村芳和     | 平成25年5月16日  | 平成26年5月20日  |      |
| 81 | 中村三之助   | 平成26年5月20日  | 平成27年4月29日  |      |
| 82 | 津田大三     | 平成27年5月18日  | 平成29年5月18日  |      |
| 83 | 寺田一博     | 平成29年5月18日  | 平成31年4月29日  |      |
| 84 | 山本恵一     | 令和元年5月16日  | 令和3年5月20日   |      |
| 85 | 田中明秀     | 令和3年5月20日   | 令和5年4月29日   |      |
| 86 | 西村義直     | 令和5年5月17日   | 現職             |      |

## 不祥事
- 2020年5月 - 森川央市議（44歳、京都維新の会＝のちに離党）が、事務所の電気設備工事費を政務活動費に二重計上していたことが判明した。森川は15万円を返還したが、5月29日、議長が経緯が不透明として条例に基づき調査を始めた。また維新府総支部は同日、森川を党員資格停止処分にした[8]。6月2日、市議会は森川に対し問責決議案を自民、共産などの賛成多数で可決した[9]。6月8日、維新府総支部は森川の提出した離党届を受理した[10]。7月10日、市議会は森川に対する辞職勧告決議案を可決した。森川は報道陣の取材に対し「断固容認できない。私の政務活動費の支出は不適切だったが、議員が議員の資格を取り上げることには慎重であるべき」と辞職を否定した[11]。森川はその後、任期途中の2022年6月15日、同月22日告示・7月10日投開票の第26回参議院議員通常選挙に広島県選挙区から日本維新の会公認で立候補するため議員辞職した（結果は落選）。